# 須川村 (新潟県)
須川村（すがわむら）は、かつて新潟県東頸城郡にあった村。

## 沿革
- 1889年（明治22年）4月1日 - 町村制施行に伴い東頸城郡須川村が村制施行し、須川村が発足。
- 1901年（明治34年）11月1日 - 東頸城郡船倉村、豊坂村、真荻平村、須川村と合併し、菱里村となり消滅。